# Lasta (tvrtka)
Lasta je tvrtka za proizvodnju slatkiša, poglavito keksa i vafla, sa sjedištem u Čapljini, BiH. Njen su najpoznatiji proizvod štrudle. Od 2019. godine podružnica je koncerna Violeta.

## Povijest
Tvrtka je počela kao gradska pekarnica s četrnaestero zaposlenika. Od 1977. proizvodi kekse i vafle. U doba SFRJ, tvornica je zapošljavala oko 1000 radnika, no uslijed privatizacijskog procesa proizvodnja je usporila. Godine 2000. tvornicu je koncem privatizacije kupila hrvatska tvrtka Zvečevo, a početkom 2017. godine tvrtka je zatvorena.
Stečajni postupak protiv tvrtke započeo je 22. svibnja 2018., a završio 30. prosinca 2020.
Dana 18. svibnja 2022. otvorena je tvornica u Čapljini uslijed 20 milijuna eura ulaganja i akvizicije od koncerna Violeta u listopadu 2019. godine, nakon što je završila u stečaju. U siječnju 2025. najavljeno je proširenje tvornice.